# Charlie Gardiner
Charles Robert Gardiner, detto Charlie (Edimburgo, 31 dicembre 1904 – Winnipeg, 13 giugno 1934), è stato un hockeista su ghiaccio canadese.

## Biografia
Nato in Scozia, si è trasferito in Canada con la famiglia da piccolo.
Di ruolo portiere, ha iniziato la propria carriera nel 1921 con i Winnipeg Tigers. Ha giocato in NHL con i Chicago Black Hawks dal 1927 al 1934, anno della sua prematura morte, avvenuta a soli 29 anni a causa di una malattia alle tonsille. Nel corso della sua carriera ha vinto due volte il Vezina Trophy (1932 e 1934).